# Sozialer Status

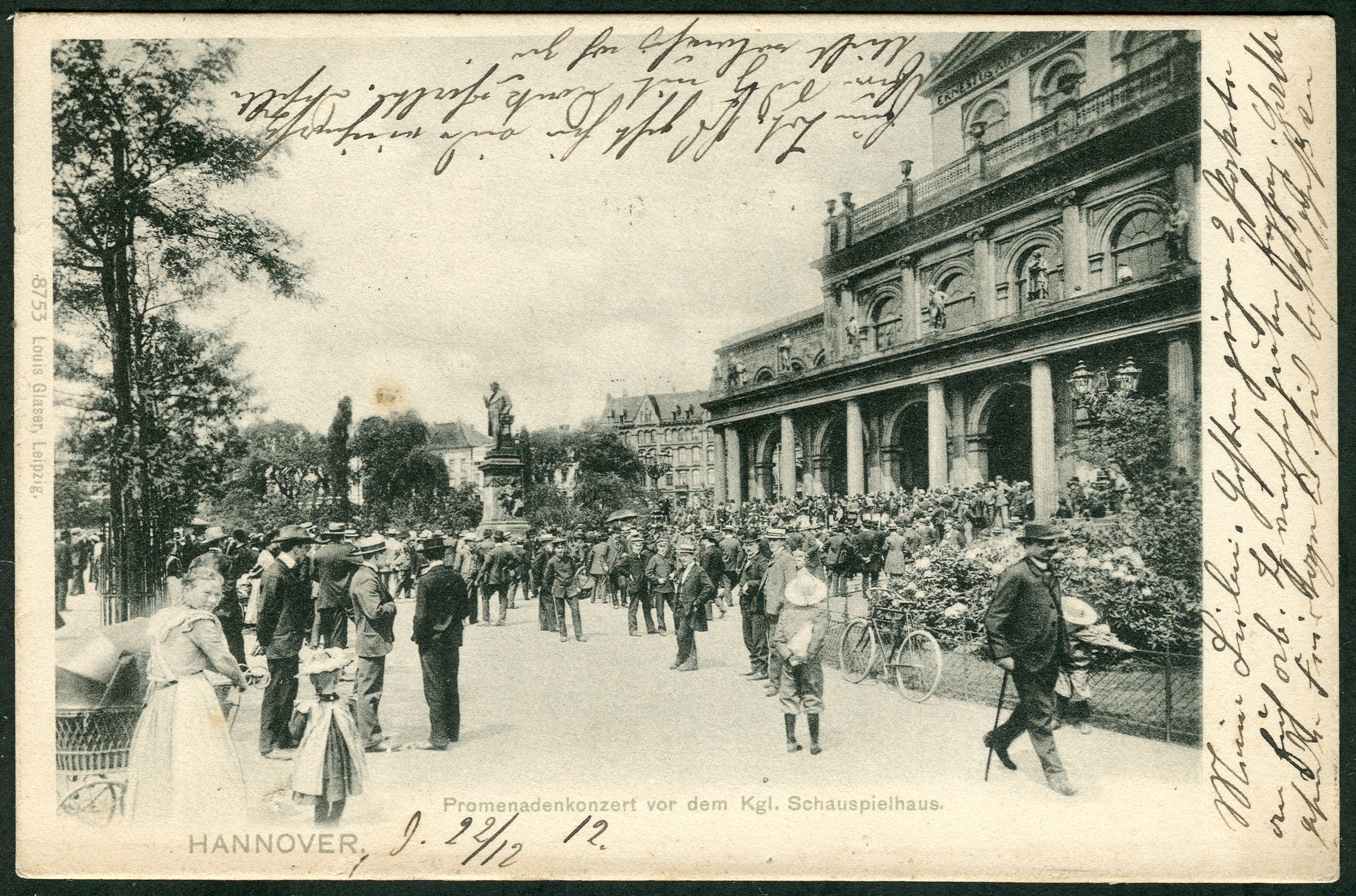
Sozialer Status: Beim sonntäglichen Promenadenkonzert in Hannover trug lediglich das Kindermädchen (ganz links im Bild mit Blick zum Fotografen) keine Kopfbedeckung;
Ansichtskarte von Louis Glaser

Sozialer Status oder Soziale Stellung bezeichnet in der Soziologie wie in der Sozialpsychologie die gesellschaftliche Wertung aufgrund der sozialen Herkunft oder der sozialen Position innerhalb einer sozialen Struktur.
Soziale Struktur ist als ein Netzwerk aufeinander bezogener Statuspositionen zu verstehen, die von den einzelnen Statusinhabern und ihren Gegenspielern in einer Hierarchie unterschiedlich „hoch“ eingestuft, das heißt nach verschiedenen Kriterien oder Statusdimensionen bewertet werden: Macht, Einfluss, Einkommen, Vermögen, Prestige und ähnliche Kriterien. Die so wertmäßig eingestuften Statusgruppen (auch soziale Klassen genannt) bilden das System der sozialen Schichtung einer Gesellschaft. Die Sozialpsychologie verwendet diese Begriffe auch für kleinere soziale Einheiten wie soziale Gruppen und Organisationen.

## Sozialer Status im gesellschaftlichen Prozess
Allgemein wird zwischen Gesellschaften, die stark differenzierte soziale Untergliederungen und fließende Status-Übergänge aufweisen, und sogenannte Klassengesellschaften unterschieden. Im Zuge des Übergangs von der ständischen zu industriellen Gesellschaftsformen kam es in Westeuropa zu einer Abmilderung althergebrachter Statusdifferenzierungen. Dies führte einerseits zu einer größeren sozialen Mobilität aber auch zu mehr Statusunsicherheit und höheren Anpassungs- und Orientierungserfordernissen.
Dabei nimmt die Bedeutung des erworbenen Status gegenüber dem zugeschriebenen Status zu (z. B. Machtverlust des Adels). In anderen Gesellschaften, wie z. B. dem indischen Kastensystem, kommt dem zugeschriebenen Status immer noch eine erhebliche Bedeutung zu. Dabei ist es jedoch auch in der westlichen Industriegesellschaft nicht so, dass Status allein durch Leistung erworben wird, sondern bestimmte, mit dem Status der Eltern verbundene Kompetenzen, Symbole und Beziehungen an die Kinder weitergegeben werden. Soziologische Untersuchungen haben ergeben, dass dem Beruf heute in westlichen Gesellschaften eine zentrale Bedeutung zur Statusdifferenzierung zukommt. Dabei sind beispielsweise in Deutschland die Berufe des Arztes und des Professors besonders hoch angesehen.

## Sozialer Status und Sozialstruktur
Die Schichtungstheorie beschreibt die hierarchische Differenzierung einer Gesellschaft durch den sozialen Status. Der Status drückt den Rangplatz aus, das Prestige, die soziale Wertschätzung, die Autorität und Macht, die eine Person in der Gesellschaft innehat. Mit jeder Position sind bestimmte Privilegien, Fähigkeiten, Rechte und Pflichten verknüpft; sie kann bezüglich verschiedener sozial relevanter Merkmale unterschieden werden wie ethnische Zugehörigkeit, Beruf, Einkommen, Bildung.
Von „Statuskristallisation“ oder „Statuskonsistenz“ wird gesprochen, wenn die Statusmerkmale miteinander hoch korrelieren, wenn also z. B. mit einer hohen Bildung auch ein hohes Einkommen verknüpft ist. Von „Statusdiskrepanz“ oder Statusinkonsistenz, wenn nicht (z. B. der Obdachlose mit Hauptschulabbruch als Lottomillionär, oder der verarmte Akademiker).
Nach Pierre Bourdieu ergibt sich der soziale Status aus den verschiedenen Kapitalsorten wie Soziales Kapital, Ökonomisches Kapital, Kulturelles Kapital und mündet in Symbolisches Kapital. Statusunterschiede werden nach außen hin durch Symbole demonstriert und gefestigt. So können der Kunstgeschmack, die Essgewohnheiten oder das Auto, das ein Individuum (sozialer Akteur) fährt, Ausdruck seines sozialen Status sein. Alltagssprachlich gilt das Auto als typisches Statussymbol. Derlei Symbole sind jedoch nicht nur äußerlich, sondern auch mit einem bestimmten Habitus, also Einstellungen, Fähigkeiten, Distinktion, Lebensstil und Gewohnheiten der Individuen verknüpft.
Für C. Wright Mills ist „Statuspanik“ ein typisches White-Collar-Problem. Indem seine Statusansprüche durch die sozio-ökonomische Entwicklung zunehmend prekär werden oder akut frustriert werden, wird nach dieser These der US-amerikanische Angestellte empfänglich gemacht für autoritäre Politikangebote.
In der Bezugsgruppentheorie besagt die Hypothese der „Statussicherheit“ (Anthony Richmond): Die Feindseligkeit und negativen Vorurteile eines Gruppenmitglieds gegenüber Angehörigen einer Fremdgruppe (out-group) sind zurückzuführen auf die gefühlte Unsicherheit des eigenen Status in der Eigengruppe (in-group) und der erlebten Ablehnung in dieser.
Inhaltlich lassen sich der erworbene Status („achieved status“) und der zugeschriebene Status („ascribed status“) unterscheiden. Dabei bezeichnet der erworbene Status die unabhängig von sozialer Herkunft durch Leistung oder Fähigkeiten erreichte Position, der zugeschriebene Status die dem Individuum unabhängig davon zugeschriebene Position z. B. aufgrund von Alter oder Geschlecht. Der erworbene Status ist „erarbeitet“, der zugeschriebene Status dagegen ist quasi „ererbt“; er kommt von außen und wird nicht durch eigene Aktivitäten bestimmt.
In der Rollentheorie von Ralph Linton ist der „soziale Status“ bedeutungsgleich mit der sozialen Position, die einem Akteur in einem – relativ festen – sozialen Zusammenhang zugewiesen wird (z. B. als Lehrer in der Schule, als Mutter in der Kernfamilie). Mit diesen Positionen sind gesellschaftliche Erwartungen und Rollenansprüche verbunden.
Die Hypothese der „Statusintegration“ (J. P. Gibbs/Walter T. Martin) besagt: Das Ausmaß an Rollenkonflikt korreliert negativ mit dem Grad, mit welchem in einer Gesellschaft von der Kenntnis aller Status eines bestimmten Gesellschaftsmitglieds mit der Ausnahme eines einzelnen Status die Natur des letzteren genau vorausgesagt werden kann. Wenn dies möglich ist, ist die Statusintegration hoch; wenn nicht, ist sie niedrig.

## Sozialer Status als Diskriminierungsmerkmal
Der Soziale Status kann ein Diskriminierungsmerkmal sein. In verschiedenen Verfassungen und Antidiskriminierungsgesetzen ist der Soziale Status als verbotenes Diskriminierungsmerkmal aufgelistet. Es wird unterschieden zwischen Sozialer Herkunft und Sozialer Position. Die Diskriminierung aufgrund des Sozialen Status nennt sich Klassismus.
Über den sozialen Status werden Lebenschancen ungleich verteilt. So gehen mit einem höheren sozialen Status bessere Bildung, Gesundheit und höheres Einkommen einher.
Sozialer Status ist ein verbotenes Diskriminierungsmerkmal in § 2 des Landesantidiskriminierungsgesetzes des Landes Berlin.

## Statusdifferenzierung in der Empirischen Sozialforschung
Zur Untersuchung der Statusdifferenzierung werden sowohl quantitative wie qualitative empirische Forschungsansätze eingesetzt. Neben „objektiv“ gegebenen Größen, wie Einkommen und Beruf, werden auch Selbsteinschätzungen zum eigenen Status sowie zu einem „Höher-als“ und „Tiefer-als“ erhoben. Eine andere Forschungsrichtung befasst sich mit dem Zusammenhang zwischen sozialem Status und bestimmten Lebenseinstellungen, Gewohnheiten und dem jeweiligen Milieu.